# سعیده گونبا
سعیده گونبا (گرجی: საიდა გუმბა؛ ۳۰ اوت ۱۹۵۹ – ۲۴ نوامبر ۲۰۱۸) پرتاب‌گر نیزه، و ورزشکار دو و میدانی اهل اتحاد جماهیر شوروی سوسیالیستی بود.